# Периодични закони
Периодични закони (законитости) или периодични трендови јесу специфични узорци који се могу уочити у периодном систему хемијских елемената а који илуструју различите аспекте одређених елемената, укључујући величину и електронска својства. Главни периодични закони су електронегативност, енергија јонизације, електронски афинитет, атомски радијус, тачка топљења, тачка кључања, метални карактер, јонски радијус и реактивност. Периодични трендови, настали према распореду у периодном систему, дају хемичарима непроцењив алат за брзо предвиђање својстава елемената. Ови трендови постоје због сличне атомске структуре елемената у њиховим припадајућим породицама односно периодама, те због периодичне природе елемената.